# Ondrej Rigo
Ondrej Rigo (ur. 17 grudnia 1955 w Modrej, Czechosłowacja, zm. 14 czerwca 2022 w Trenczynie) – słowacki seryjny morderca zwany Międzynarodowym mordercą lub Skarpetkowym mordercą. W latach 1990–1992, zamordował 9 osób.

## Młodość
Pochodził z rodziny związanej ze środowiskiem przestępczym. Jego ojciec zginął w trakcie dokonywania włamania, matka zginęła w wypadku samochodowym. Po odbyciu służby wojskowej pracował jako palacz w szpitalu, a także w redakcji czasopisma „Pravda” i wreszcie jako szatniarz w Hotelu Carlton, gdzie został aresztowany.
Zanim popełnił pierwszą zbrodnię, Ondrej Rigo dokonał co najmniej 11 drobnych przestępstw, głównie kradzieży. W 1989 spędził trzy miesiące w areszcie za próbę nielegalnego opuszczenia kraju. W grudniu 1989, kilka tygodni po opuszczeniu aresztu policyjnego wyjechał do Wiednia, nie posiadając ważnego paszportu. Tam zdobył fałszywy paszport jugosłowiański na nazwisko „Nedo Ikić”. Z tym paszportem wyjechał do Niemiec, gdzie został zatrzymany przez policję i skazany na 2 miesiące więzienia za posługiwanie się fałszywymi dokumentami. Karę odbywał w Bad Reichenhall.

## Zabójstwa
Po uwolnieniu z niemieckiego więzienia Rigo udał się do Monachium. Tam dokonał kilku kradzieży, a 8 czerwca 1990 pierwszego zabójstwa. Jego ofiarą była 40-letnia kobieta, która prawdopodobnie nakryła go w czasie rabunku jej mieszkania. Rigo zabił ją metalową rurą, którą zmiażdżył głowę ofiary. Potem nakrył górną część ciała kocem i odbył stosunek płciowy z martwym ciałem. Aby nie zostawić śladów, w czasie rabunku i morderstwa na ręce zakładał skarpetki. 1 sierpnia 1990 ofiarą Rigo padła 28-letnia mieszkanka Monachium. Morderca włamał się do mieszkania wczesnym rankiem przez uchylone drzwi od balkonu i powtórzył czynności, których dopuścił się w czasie pierwszego zabójstwa. Z mieszkania zabrał biżuterię i niewielką kwotę pieniędzy. Na miejscu zbrodni niemiecka policja znalazła metalową rurkę i skarpetkę.
We wrześniu 1990 Rigo wyjechał do Amsterdamu, gdzie mieszkała jego siostra Helena. Tam jego ofiarą padła 58-letnia kobieta, mieszkająca samotnie. Rigo włamał się do jej mieszkania przez okno balkonowe i dokonał mordu przy użyciu kilkukilogramowego kamienia. Po zabójstwie obnażył ciało i dokonał gwałtu, a następnie obrabował mieszkanie. Dzień po zabójstwie w Amsterdamie, Rigo powrócił do Bratysławy. 6 października zamordował tam 88-letnią kobietę, przebywającą w domu opieki społecznej. Na miejscu zbrodni policja słowacka znalazła kilka monet holenderskich i niedopałki papierosów, ze śladami biologicznymi sprawcy. 3 stycznia 1991, policja odnalazła ciała kolejnych dwóch ofiar zabójcy – 40-letniej kobiety i jej nastoletniego syna. Narzędziem mordu w tym przypadku była drewniana pałka.
Sześć dni później Rigo wdarł się do mieszkania 31-letniej kobiety, mieszkającej na parterze. Kobieta broniła się skutecznie przed napastnikiem, zmuszając go do ucieczki z mieszkania. Była pierwszą ofiarą zabójcy, która przeżyła atak i mogła podać jego rysopis. Trzy tygodnie później morderca zaatakował ponownie, a jego ofiarą była 79-letnia kobieta, mieszkająca na ulicy Záhradníckiej w Bratysławie. Jako narzędzie zbrodni posłużył ciężki kamień. 22-latka, którą Rigo zaatakował 14 lipca 1991 przeżyła atak, ale zmarła 18 dni później.
Ostatnią ofiarą słowackiego zabójcy była 67-letnia kobieta, mieszkająca przy ulicy Obchodnej. Tym razem Rigo dokonał zbrodni po seansie w kinie, na który wybrał się ze swoją przyjaciółką. Kiedy wracali trolejbusem, Rigo nagle wysiadł, oświadczył, że musi coś załatwić i udał się na miejsce zbrodni.

## Proces i wyrok

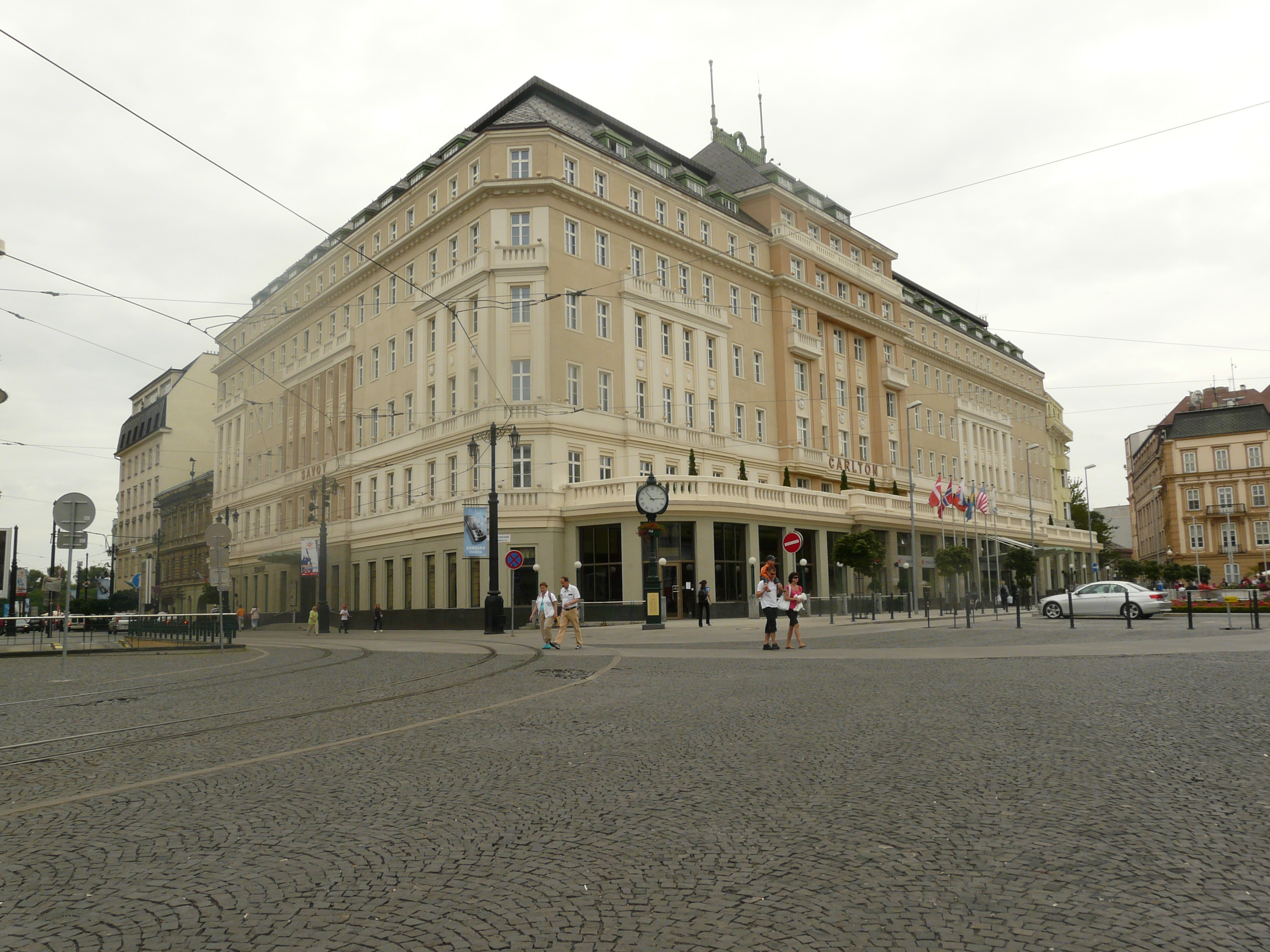
Hotel Carlton w Bratysławie

Słowacka policja kryminalna aresztowała Ondreja Rigo w Hotelu Carlton 4 marca 1992, zaledwie kilka godzin po jego ostatnim zabójstwie. Nie przyznał się do zarzucanych mu czynów. Zmieniał wielokrotnie zeznania, usiłując wyjaśnić, jak jego ślady biologiczne znalazły się w miejscach popełnienia zbrodni. Zabójcę rozpoznała jedyna jego ofiara, która przeżyła atak.
Osobne śledztwa w sprawie zabójstw prowadziła policja w Niemczech i Holandii. Zbrodniarz stanął przed Sądem Okręgowym w Bratysławie, oskarżony o popełnienie 9 zabójstw i o nekrofilię. Akta sprawy Rigo przekraczały 5500 stron. 7 grudnia 1994 sąd skazał sprawcę na karę dożywotniego więzienia w zakładzie karnym o zaostrzonym rygorze. Oskarżony słuchał przedstawianych mu zarzutów obojętnie, nie przyznając się do winy. Obrona przeprowadziła apelację, domagając się uniewinnienia Rigo. Proces apelacyjny odbył się w lutym 1996 przed Sądem Najwyższym Republiki Słowacji i potwierdził wyrok I instancji.
Rigo trafił początkowo do więzienia w Ilavie, skąd został przeniesiony do więzienia w Leopoldovie.

## Postać zabójcy w kulturze
Sprawa Ondreja Rigo zainspirowała słowackiego pisarza Dominika Dána, który w 2006, w wydawnictwie Slovart opublikował powieść opartą na faktach z życia zabójcy pt. Beštia. Akcja powieści rozgrywa się po ogłoszeniu amnestii w Czechosłowacji w 1990.

## Ofiary
| L.p. | Nazwisko         | Wiek | Data morderstwa     | Miejsce morderstwa |
| ---- | ---------------- | ---- | ------------------- | ------------------ |
| 1.   | Helena S.        | 40   | 8 czerwca 1990      | Monachium          |
| 2.   | llke Z.          | 28   | 1 sierpnia 1990     | Monachium          |
| 3.   | Maria van der W. | 58   | 27 września 1990    | Amsterdam          |
| 4.   | Terézia R.       | 88   | 6 października 1990 | Bratysława         |
| 5.   | Anna P.          | 40   | 3 stycznia 1991     | Bratysława         |
| 6.   | Juraj N.         | 15   | 3 stycznia 1991     | Bratysława         |
| 7.   | Helena N.        | 79   | 30 stycznia 1991    | Bratysława         |
| 8.   | Henrieta O.      | 22   | 14 lipca 1991       | Bratysława         |
| 9.   | Matilda U.       | 67   | 4 marca 1992        | Bratysława         |